# Matías Laúz
Matías Laúz, vollständiger Name Matías Maximiliano Laúz Scandroglio, (* 31. Mai 1991 in Montevideo) ist ein uruguayischer Fußballspieler.

## Karriere
Der 1,87 Meter große Torhüter Laúz stand zu Beginn seiner Karriere spätestens seit der Saison 2011/12 im Kader des Erstligisten Centro Atlético Fénix. Zu einem Einsatz in der Primera División kam er jedoch auch in den Folgespielzeiten nicht. Im März 2014 wechselte er zum Zweitligisten Central Español und bestritt in der Clausura 2014 zehn Partien in der Segunda División. Anfang September 2014 schloss er sich dem Club Atlético Torque an. In der Saison 2014/15 lief er in 18 Zweitligaspielen auf. In der Spielzeit 2015/16 wurde er dreimal eingesetzt.